# Акулинівка (Бєлгородська область)
Акулинівка (рос. Акулиновка) — село у Борисовському районі Бєлгородської області Російської Федерації.
Населення становить 462  особи. Входить до складу муніципального утворення Акулиновське сільське поселення.

## Історія
Населений пункт розташований у східній частині української суцільної етнічної території — східній Слобожанщині.
Згідно із законом від 20 грудня 2004 року № 159 від 1 січня 2006 року органом місцевого самоврядування було Акулиновське сільське поселення.

## Населення
| 2002 | 2010 |
| ---- | ---- |
| 478  | ↘462 |